# Hwaomkyung
Pour plus de détails, voir Fiche technique et Distribution.
Hwaomkyung (화엄경) est un film sud-coréen réalisé par Jang Sun-woo, sorti en 1993.

## Synopsis
Seon-jae, un adolescent en deuil de son père, part à la recherche de sa mère qui l'a abandonné.
Le film est basé sur le Avataṃsaka sūtra, un texte important du bouddhisme mahāyāna.

## Fiche technique
- Titre : Hwaomkyung
- Titre original : 화엄경
- Réalisation : Jang Sun-woo
- Scénario : Jang Sun-woo d'après le roman de Ko Un
- Musique : Lee Chong-ku
- Photographie : You Yong-kil
- Montage : Kim Hyeon
- Production : Lee Tae-won
- Société de production : Taehung Pictures
- Pays :  Corée du Sud
- Genre : Drame
- Durée : 136 minutes
- Dates de sortie : 
  -  Corée du Sud : 26 mai 1993

## Distribution
- Won Mi-kyeong : la femme au lotus
- Oh Tae-kyung : Seon-jae
- Kim Hye-seon : Iryon
- Lee Hae-young : Mani / la tentatrice
- Shin Hyeon-jun : Ji-ho
- Jang Su-yeong : I-na
- Kim Eun-mi : Iryon enfant

## Distinctions
Le film a été présenté en sélection officielle en compétition lors de Berlinale 1994 où il a remporté le prix Alfred-Bauer,.